# Барановский, Михаил Викторович
Михаи́л Ви́кторович Барано́вский (род. 4 января 1983, Мозырь, Гомельская область) — российский футболист, вратарь.

## Карьера

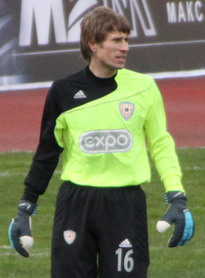
Михаил Барановский в ФК «Жемчужина-Сочи»

Воспитанник футбольной школы города Мозырь. Первый тренер — Шевчик Вячеслав Фёдорович.
Провёл 4 сезона (с перерывом в 2007 году) в футбольном клубе «Балтика» из Калининграда. Зимой 2009 года подписал контракт с новичком первого дивизиона клубом «Жемчужина-Сочи». С лета 2011 года — в составе брянского «Динамо». В июне 2012 года проходил просмотр в московском «Локомотиве». С июля 2012 года по январь 2013 года выступал за волгоградский «Ротор», где провёл всего одну игру за Кубок России. В зимнее трансферное окно 2013 подписал контракт с «Уфой». После окончания сезона 2013/14 покинул клуб.
В 2018 году подписал контракт с клубом «Славия-Мозырь».

## Достижения

### Командные
- Бронзовый призёр чемпионата Белоруссии: 2007

### Личные
- Лучший вратарь ФНЛ: 2011/12[6]
- Лучший футболист Славии: 2019